# Odzala bicolorata
Odzala bicolorata är en skalbaggsart som beskrevs av Jean François Villiers 1968. Odzala bicolorata ingår i släktet Odzala och familjen långhorningar. Inga underarter finns listade i Catalogue of Life.